# ICC World Test Championship 2025-2027
L'ICC World Test Championship 2025-27 è la quarta edizione dell'ICC World Test Championship, un torneo di Test cricket per squadre nazionali. Si svolge dal 18 giugno 2025 al 16 giugno 2027. La finale si è disputata al Lord's Cricket Ground di Londra.
Il Sudafrica è la squadra detentrice del titolo.

## Formato
Al torneo partecipano nove delle dodici nazionali aventi il test status. Ogni squadra partecipante ha affronta sei delle otto squadre avversarie in altrettante serie di Test match (tre serie in casa e tre in trasferta). Ogni serie può essere formata da un minimo di due ad un massimo di cinque Test. Ogni squadra disputa quindi da un minimo di 12 a un massimo di 22 incontri.

### Punti
Il sistema di punteggio è cambiato rispetto alla prima edizione. In ogni incontro sono in palio 12 punti, a prescindere dal numero di partite previste nella serie. La vittoria vale 12 punti, il pareggio 6, il draw 4, e la sconfitta 0. La squadra che al termine dell'incontro si trova al di sotto dell'over rate richiesto subisce la penalizzazione di un punto per ogni over in meno. Le squadre sono classificate in base alla percentuale di punti ottenuti rispetto a quelli in palio.
| Risultato | Punti ottenuti | Punti in palio | Percentuale di punti |
| --------- | -------------- | -------------- | -------------------- |
| Vittoria  | 12             | 12             | 100                  |
| Pareggio  | 6              | 12             | 50                   |
| Draw      | 4              | 12             | 33,33                |
| Sconfitta | 0              | 12             | 0                    |

| Incontri nella serie | Punti totali disponibili |
| -------------------- | ------------------------ |
| 2                    | 24                       |
| 3                    | 36                       |
| 4                    | 48                       |
| 5                    | 60                       |

## Partecipanti
Le squadre partecipanti all'ICC Test Championship sono 9, come lo scorso anno:
- Australia
- Bangladesh
- Inghilterra
- India
- Nuova Zelanda
- Pakistan
- Sudafrica
- Sri Lanka
- Indie Occidentali

## Programma
Il programma del torneo prevede per ogni squadra tre serie in casa e tre in trasferta, per un totale di 27 serie e 69 partite.
| Casa \ Trasferta  | Australia (bandiera) | Bangladesh (bandiera) | Inghilterra (bandiera) | India (bandiera) | Nuova Zelanda (bandiera) | Pakistan (bandiera) | Sudafrica (bandiera) | Sri Lanka (bandiera) | Indie Occidentali (bandiera) |
| ----------------- | -------------------- | --------------------- | ---------------------- | ---------------- | ------------------------ | ------------------- | -------------------- | -------------------- | ---------------------------- |
| Australia         | —                    | 2 partite             | 5 partite              | —                | 4 partite                | —                   | —                    | —                    | —                            |
| Bangladesh        | —                    | —                     | 2 partite              | —                | —                        | 2 partite           | —                    | —                    | 2 partite                    |
| Inghilterra       | —                    | —                     | —                      | 1 partita        | 3 partite                | 3 partite           | —                    | —                    | —                            |
| India             | 5 partite            | —                     | —                      | —                | —                        | —                   | 2 partite            | —                    | 2 partite                    |
| Nuova Zelanda     | —                    | —                     | —                      | 2 partite        | —                        | —                   | —                    | 2 partite            | 3 partite                    |
| Pakistan          | —                    | —                     | —                      | —                | 2 partite                | —                   | 2 partite            | 2 partite            | —                            |
| Sudafrica         | 3 partite            | 2 partite             | 3 partite              | —                | —                        | —                   | —                    | —                    | —                            |
| Sri Lanka         | —                    | 2 partite             | —                      | 2 partite        | —                        | —                   | 2 partite            | —                    | —                            |
| Indie Occidentali | 3 partite            | —                     | —                      | —                | —                        | 2 partite           | —                    | 2 partite            | —                            |

## Risultati

### Classifica
| Pos. | Squadra           | Partite | Partite | Partite | Partite | Det. | PIP | Pt. | Pct.  |
| Pos. | Squadra           | G       | V       | P       | D       | Det. | PIP | Pt. | Pct.  |
| ---- | ----------------- | ------- | ------- | ------- | ------- | ---- | --- | --- | ----- |
| 1    | Australia         | 3       | 3       | 0       | 0       | 0    | 36  | 36  | 100   |
| 2    | Bangladesh        | 2       | 1       | 0       | 1       | 0    | 24  | 16  | 66.67 |
| 3    | Inghilterra       | 3       | 2       | 1       | 0       | 2    | 36  | 22  | 61.11 |
| 4    | India             | 3       | 1       | 2       | 0       | 0    | 36  | 12  | 33.33 |
| 5    | Sri Lanka         | 2       | 0       | 1       | 1       | 0    | 24  | 4   | 16.67 |
| 6    | Nuova Zelanda     | 0       | 0       | 0       | 0       | 0    | 0   | 0   | 0     |
| 6    | Pakistan          | 0       | 0       | 0       | 0       | 0    | 0   | 0   | 0     |
| 6    | Sudafrica         | 0       | 0       | 0       | 0       | 0    | 0   | 0   | 0     |
| 9    | Indie Occidentali | 3       | 0       | 3       | 0       | 0    | 36  | 0   | 0     |

### Sommario tornei
| Torneo                                       | Data                       | Partite | Squadra casa      | Risultato | Squadra trasferta |
| -------------------------------------------- | -------------------------- | ------- | ----------------- | --------- | ----------------- |
| India nelle Indie Orientali 2025             | giugno 2025                | 2       | Sri Lanka         | 1-0       | Bangladesh        |
| Trofeo Anderson–Tendulkar 2025               | giugno-agosto 2025         | 5       | Inghilterra       | 2-1       | India             |
| Trofeo Frank Worrell 2025                    | giugno-luglio 2025         | 3       | Indie Occidentali | 0-3       | Australia         |
| Sudafrica in Pakistan 2025-2026              | ottobre 2025               | 2       | Pakistan          | -         | Sudafrica         |
| Indie Occidentali in India 2025-2026         | ottobre 2025               | 2       | India             | -         | Indie Occidentali |
| Trofeo Freedom 2025-2026                     | novembre 2025              | 2       | India             | -         | Sudafrica         |
| The Ashes 2025-2026                          | novembre 2025-gennaio 2026 | 5       | Australia         | -         | Inghilterra       |
| Indie Occidentali in Nuova Zelanda 2025-2026 | dicembre 2025              | 3       | Nuova Zelanda     | -         | Indie Occidentali |
| Pakistan in Sudafrica 2025-2026              | ottobre 2025               | 2       | Bangladesh        | -         | Pakistan          |
| Trofeo Crowe–Thorpe 2026                     | giugno 2026                | 3       | Inghilterra       | -         | Nuova Zelanda     |
| Trofeo Sobers–Tissera 2026                   | giugno 2026                | 2       | Indie Occidentali | -         | Sudafrica         |
| Pakistan nelle Indie Occidentali 2026        | luglio-agosto 2026         | 2       | Indie Occidentali | -         | Pakistan          |
| Pakistan nelle Indie Occidentali 2026        | agosto 2026                | 2       | Sri Lanka         | -         | India             |
| Bangladesh in Australia 2026                 | agosto 2026                | 2       | Bangladesh        | -         | Australia         |
| Pakistan in Inghilterra 2026                 | agosto-settembre 2026      | 3       | Inghilterra       | -         | Pakistan          |
| Sudafrica in Australia 2026-2027             | settembre-ottobre 2026     | 3       | Sudafrica         | -         | Australia         |
| Indie Occidentali in Nuova Zelanda 2026-2027 | ottobre 2026               | 2       | Nuova Zelanda     | -         | Indie Occidentali |
| Pakistan in Nuova Zelanda 2026-2027          | ottobre-novembre 2026      | 2       | Nuova Zelanda     | -         | Pakistan          |
| Bangladesh in Sudafrica 2026-2027            | novembre 2026              | 2       | Sudafrica         | -         | Bangladesh        |
| Sri Lanka in Pakistan 2026-2027              | novembre 2026              | 2       | Pakistan          | -         | Sri Lanka         |
| Trofeo Trans–Tasmano 2026-2027               | dicembre 2026-gennaio 2027 | 4       | Australia         | -         | Nuova Zelanda     |
| Trofeo Basil D'Oliveira 2026-2027            | dicembre 2026              | 4       | Sudafrica         | -         | Inghilterra       |
| Sri Lanka in Nuova Zelanda 2026-2027         | gennaio 2027               | 2       | Nuova Zelanda     | -         | Sri Lanka         |
| Trofeo Border–Gavaskar 2026-2027             | gennaio-febbraio 2027      | 4       | Sudafrica         | -         | Inghilterra       |
| Inghilterra in Bangladesh 2026-2027          | febbraio 2027              | 2       | Bangladesh        | -         | Inghilterra       |
| Sudafrica in Sri Lanka 2026-2027             | febbraio-marzo 2027        | 2       | Sri Lanka         | -         | Sudafrica         |
| Nuova Zelanda in Pakistan 2026-2027          | marzo 2027                 | 2       | Pakistan          | -         | Nuova Zelanda     |